# Limmatstrasse
Die Limmatstrasse ist eine ungefähr 1,7 Kilometer lange Strasse durch das Industriequartier in Zürich, die parallel zum Sihlquai und zur Limmat verläuft. Sie verbindet den Hauptbahnhof am Rand der Altstadt mit dem Escher-Wyss-Platz.

## Verlauf
Die Limmatstrasse zweigt beim Hauptbahnhof vom Sihlquai ab und verläuft geradlinig über den Limmatplatz und weiter unter dem Aussersihler Viadukt hindurch zum Escher-Wyss-Platz. Am Limmatplatz kreuzt sie die Querverbindung Bucheggplatz–Rötelstrasse–Kornhausstrasse–Kornhausbrücke–Langstrasse.
Die Zufahrten in die Limmatstrasse sind an beiden Enden für den motorisierten Privatverkehr gesperrt.
Über die ganze Länge der Strasse verkehrt das Tram. Die drei Linien verzweigen sich dann man Escher-Wyss-Platz.

## Geschichte
Die Limmatstrasse wurde in den 1860er-Jahren angelegt. Sie erschloss den nördlich der Gleise gelegene Teil des Sihlfelds, der noch spärlich bebaut war, durch die Nähe zum neuen Bahnhof schnell einen Aufschwung erfuhr.
Die erste grössere Industrieanlage an der Strasse war das von 1867 bis 1898 betriebene Gaswerk, das zwischen Limmatstrasse und Sihlquai auf der Höhe der Haltestelle Quellenstrasse stand. Die Gasometer standen nördlich der Gasometerstrasse, die weiteren Anlagen reichten bis zur Fabrikstrasse. Später diente das Verwaltungsgebäude des Gaswerk dem Kreis 5 als Verwaltungsbüro.
In den 1870er-Jahren wurde die Limmatstrasse zur Hauptachse des von Arnold Bürkli geplanten Industriequartiers. In dieser Zeit wurde auch der Limmatplatz angelegt. 1873 bezieht die Firma Reishauer ihr Firmengelände auf der Südseite der Limmatstrasse zwischen Klingenstrasse und Marstallweg. 1898 bezieht die Aktienbrauerei Zürich, ein Vorläufer der Löwenbräu Zürich ihr Industrieareal westlich des Aussersihler Viadukts.
Der Ausbau der Strasse endete bis in die 1890er-Jahre auf der Höhe der Fabrikstrasse. Er wurde erst weiter bis zum Escher-Wyss-Platz fortgeführt, nachdem der Aussersihler Viadukt errichtet worden war, wenngleich bereits zuvor ein Strassendurchlass im Damm der Bahnstrecke nach Wipkingen existierte. Seit 1898 verkehrt das Tram vom Hauptbahnhof über den Escher-Wyss-Platz nach Höngg.
Neben den Fabrikbauten entstanden auch Wohnsiedlungen für die Bahnangestellten der SBB und die Fabrikarbeiter. 1907 entstand die Wohnsiedlung Limmat I als erste Siedlung des gemeinnützigen Wohnungsbaus der Stadt Zürich. Über 70 Jahre später wurde auf dem gegenüber liegenden Areal des ehemaligen Gaswerks die 42. Wohnsiedlung der Stadt, die Wohnsiedlung Limmat II gebaut, die 1985 bezugsbereit war.
In den 1970er-Jahren wurde von Migros eine grosse Überbauung beim Limmatplatz geplant, von der am Schluss nur das Migros-Hochhaus mit den Sockelgeschossen gebaut wurde.
Nach heftigen Auseinandersetzungen erkämpfte sich die Jugendbewegung von Zürich ein autonomes Jugendzentrum, das 1980 am Anfang der Limmatstrasse  neben dem Car-Parkplatz eingerichtet wurde. Das Gebäude wurde im März 1982 abgerissen.